# Olav Kooij
Olav Kooij (Numansdorp, 17 de octubre de 2001) es un ciclista profesional neerlandés que compite con el equipo Team Visma | Lease a Bike.

## Trayectoria
En agosto de 2019 se hizo oficial que en 2020 competiría en el recién creado Jumbo-Visma Development Team, equipo de desarrollo del Team Jumbo-Visma. Empezó su carrera profesional con un segundo puesto en la Ster van Zwolle y una semana después logró sus primeras victorias tras imponerse al esprint en el Trofej Umag-Umag Trophy y el Porec Trophy. En julio, tras reanudarse la competición después del parón provocado por la pandemia de enfermedad por coronavirus, también ganó el Gran Premio de Kranj y en agosto se hizo oficial que a partir del 1 de julio de 2021 pasaría a formar parte de la plantilla del equipo principal, ascenso que se adelantó al mes de febrero.
El 24 de septiembre de 2021 logró la medalla de bronce en la prueba en línea del Campeonato Mundial en la categoría sub-23. Unos días después ganó dos etapas en la CRO Race. El año siguiente consiguió su primera victoria en una prueba del UCI WorldTour al imponerse en la primera etapa del Tour de Polonia. Repitió éxito en 2023, temporada en la que también se llevó una etapa de la París-Niza, cuatro en la Vuelta a Gran Bretaña o la medalla de bronce en el Campeonato Europeo.
En 2024, tras iniciar la campaña con triunfos en la Clásica de Almería y etapas en el UAE Tour y París-Niza, hizo su debut en una de las Grandes Vueltas disputando el Giro de Italia. Ganó la novena etapa y no tomó la salida en la décima por fiebre. Terminó el año imponiéndose en la BEMER Cyclassics y consiguiendo una nueva medalla en el Campeonato Europeo, esta vez la de plata.

## Palmarés
| 2020 - Trofej Umag-Umag Trophy - Porec Trophy - Gran Premio de Kranj - 1 etapa de la Settimana Coppi e Bartali - Orlen Nations Grand Prix, más 1 etapa 2021 - 3.º en el Campeonato Mundial en Ruta sub-23 - 2 etapas de la CRO Race 2022 - Circuito de la Sarthe, más 2 etapas - 1 etapa del Tour de Hungría - ZLM Tour, más 3 etapas - 1 etapa del Tour de Polonia - 2 etapas de la Vuelta a Dinamarca - Giro de Münsterland 2023 - 1 etapa de la París-Niza - 2 etapas de los Cuatro Días de Dunkerque - Flecha de Heist - ZLM Tour, más 1 etapa - 2.º en el Campeonato de los Países Bajos en Ruta - 1 etapa del Tour de Polonia - 4 etapas de la Vuelta a Gran Bretaña - 3.º en el Campeonato Europeo en Ruta - 2 etapas del Tour de Guangxi | 2024 - Clásica de Almería - 1 etapa del UAE Tour - 2 etapas de la París-Niza - 1 etapa del Giro de Italia - 2.º en el Campeonato de los Países Bajos en Ruta - 2 etapas del Tour de Polonia - BEMER Cyclassics - 2.º en el Campeonato Europeo en Ruta 2025 - 2 etapas del Tour de Omán - 1 etapa de la Tirreno-Adriático - 2 etapas del Giro de Italia - 2.º en el Campeonato de los Países Bajos en Ruta - 1 etapa del Tour de Polonia |

## Resultados

### Grandes Vueltas
| Carrera | Carrera         | 2020 | 2021 | 2022 | 2023 | 2024 | 2025  |
| ------- | --------------- | ---- | ---- | ---- | ---- | ---- | ----- |
|         | Giro de Italia  | —    | —    | —    | —    | Ab.  | 149.º |
|         | Tour de Francia | —    | —    | —    | —    | —    | —     |
|         | Vuelta a España | —    | —    | —    | —    | —    | —     |

### Clásicas y Campeonatos
| Carrera              | Carrera              | 2020 | 2021 | 2022  | 2023 | 2024 | 2025 |
| -------------------- | -------------------- | ---- | ---- | ----- | ---- | ---- | ---- |
|                      | Milán-San Remo       | —    | —    | —     | —    | 14.º | 8.º  |
| Gante-Wevelgem       | Gante-Wevelgem       | —    | —    | —     | 8.º  | 6.º  | Ab.  |
| A Través de Flandes  | A Través de Flandes  | X    | Ab.  | 100.º | Ab.  | —    | —    |
| Cyclassics Hamburg   | Cyclassics Hamburg   | X    | X    | —     | 16.º | 1.º  |      |
| París-Tours          | París-Tours          | —    | —    | 12.º  | —    | —    |      |
| Mundial en Ruta      | Mundial en Ruta      | —    | —    | —     | 45.º | —    |      |
| Europeo en Ruta      | Europeo en Ruta      | —    | —    | —     | 3.º  | 2.º  |      |
| Países Bajos en Ruta | Países Bajos en Ruta | —    | 7.º  | 40.º  | 2.º  | 2.º  |      |

—: no participa
Ab.: abandono

## Equipos
- Jumbo-Visma Development Team (2020-2021)[20]
- Visma (2021-)[21]
  - Team Jumbo-Visma (2021-2023)
  - Team Visma | Lease a Bike (2024-)